# Ліпшиць Григорій Йосифович
Григорій Йосифович Ліпшиць (*28 листопада 1911, Одеса, Херсонська губернія, Російська імперія — †15 березня 1979, Київ, УРСР, СРСР) — український кінорежисер. Був членом Спілки кінематографістів України.

## Біографія
Закінчив режисерський факультет Всесоюзного державного інституту кінематографії (1936, майстерня Сергія Ейзенштейна, Л. Кулешова).
Учасник німецько-радянської війни.
Працював на кіностудії ім. Олександра Довженка.

## Фільмографія
| рік  | фільм                                        | участь              |
| ---- | -------------------------------------------- | ------------------- |
| 1939 | Ескадрилья № 5                               | асистент режисера   |
| 1939 | Винищувачі                                   | асистент режисера   |
| 1947 | Подвиг розвідника                            | другий режисер      |
| 1949 | Кок-сагиз (науково-популярний фільм)         | режисер             |
| 1951 | Зелена вулиця (науково-популярний фільм)     | режисер             |
| 1951 | Спортивна Україна (науково-популярний фільм) | режисер             |
| 1952 | Урок на все життя (науково-популярний фільм) | режисер             |
| 1953 | Наші чемпіони (науково-популярний фільм)     | режисер             |
|      | Кормовий люпин (науково-популярний фільм)    | режисер             |
| 1956 | Мандрівка в молодість                        | режисер, у співавт. |
| 1957 | Ластівка                                     | режисер             |
| 1960 | Катя-Катюша                                  | режисер             |
| 1961 | Артист із Коханівки                          | режисер             |
| 1964 | Сувора гра                                   | режисер             |
| 1966 | Місяць травень                               | режисер             |
| 1970 | Назад дороги немає                           | режисер             |
| 1973 | Товариш бригада (телефільм)                  | режисер             |
| 1977 | Бути братом (телефільм)                      | режисер             |

## Премії
- Фільм «Товариш бригада» (1973) отримав перший приз ВКФ телефільмів у Донецьку, у 1974 р[2].